# Karsten Kobs
Karsten Kobs (* 16. září 1971, Dortmund) je bývalý německý atlet, jehož hlavní disciplínou byl hod kladivem. Jeho osobní rekord z roku 1999 má hodnotu 82,78 metru.

## Kariéra
Mezi jeho juniorské úspěchy patří 10. místo na ME juniorů 1989 ve Varaždínu a 4. místo na juniorském mistrovství světa 1990 v bulharském Plovdivu. V obou případech coby reprezentant NSR.
Na Mistrovství Evropy v atletice 1994 v Helsinkách skončil na 10. místě. V roce 1997 na světovém šampionátu v Athénách obsadil 9. místo. O rok později vybojoval na ME v atletice v Budapešti výkonem 80,13 m bronzovou medaili. Na stupních vítězů ho doplnili Maďaři Balázs Kiss (stříbro) a Tibor Gécsek (zlato). V roce 1999 na MS v atletice ve španělské Seville přehodil ve finále jako jediný osmdesátimetrovou hranici a výkonem 80,24 m vybojoval titul mistra světa. Sítem kvalifikace neprošel na Mistrovství světa v atletice 2003 v Paříži. V roce 2006 se umístil na evropském šampionátu v Göteborgu na 8. místě.
Třikrát reprezentoval na letních olympijských hrách (Atlanta 1996, Sydney 2000, Athény 2004). Největší úspěch zaznamenal na olympiádě v Athénách, kde se probojoval do finále a obsadil v něm výkonem 76,30 metru osmé místo.